# Mistrzostwa Oceanii w Rugby 7 Kobiet 2015
Mistrzostwa Oceanii w Rugby 7 Kobiet 2015 – siódme mistrzostwa Oceanii w rugby 7 kobiet, oficjalne międzynarodowe zawody rugby 7 o randze mistrzostw kontynentu organizowane przez Oceania Rugby mające na celu wyłonienie najlepszej żeńskiej reprezentacji narodowej w tej dyscyplinie sportu w Oceanii. Odbyły się wraz z turniejem męskim w dniach 14–15 listopada 2015 roku w Auckland. Turniej służył również jako kwalifikacja do turnieju rugby 7 na Letnich Igrzyskach Olimpijskich 2016.

## Informacje ogólne
W rozegranym na The Trusts Arena w Waitakere turnieju wzięło udział pięć reprezentacji, które w pierwszej fazie rywalizowały systemem kołowym, a czołowa czwórka awansowała do półfinałów. Bezpośrednią kwalifikację na Letnie Igrzyska Olimpijskie 2016 uzyskiwał zwycięzca zawodów, dwa kolejne zespoły otrzymały natomiast prawo do występu w turnieju barażowym. Sędziowie zawodów.
Faworyzowana reprezentacja Fidżi w pierwszym dniu nie straciła nawet punktu. Utrzymała tę statystykę również w drugim dniu, a każdy pojedynek wygrała minimum czterdziestoma punktami.
Zawody były transmitowane zarówno w telewizji, jak i w Internecie na oficjalnej stronie Oceania Rugby, zaś wstęp na stadion był bezpłatny.

## Faza grupowa
| 14 listopada 201510:00 | Samoa | 35:0 | Tonga | The Trusts Arena, Auckland |
| 14 listopada 201510:00 |       | 35:0 |       | The Trusts Arena, Auckland |

| 14 listopada 201510:22 | Papua-Nowa Gwinea | 7:29 | Wyspy Cooka | The Trusts Arena, Auckland |
| 14 listopada 201510:22 |                   | 7:29 |             | The Trusts Arena, Auckland |

| 14 listopada 201512:36 | Papua-Nowa Gwinea | 20:5 | Tonga | The Trusts Arena, Auckland |
| 14 listopada 201512:36 |                   | 20:5 |       | The Trusts Arena, Auckland |

| 14 listopada 201512:58 | Fidżi | 48:0 | Wyspy Cooka | The Trusts Arena, Auckland |
| 14 listopada 201512:58 |       | 48:0 |             | The Trusts Arena, Auckland |

| 14 listopada 201515:12 | Samoa | 31:7 | Papua-Nowa Gwinea | The Trusts Arena, Auckland |
| 14 listopada 201515:12 |       | 31:7 |                   | The Trusts Arena, Auckland |

| 14 listopada 201515:34 | Fidżi | 62:0 | Tonga | The Trusts Arena, Auckland |
| 14 listopada 201515:34 |       | 62:0 |       | The Trusts Arena, Auckland |

| 14 listopada 201517:48 | Wyspy Cooka | 27:5 | Tonga | The Trusts Arena, Auckland |
| 14 listopada 201517:48 |             | 27:5 |       | The Trusts Arena, Auckland |

| 14 listopada 201518:10 | Fidżi | 41:0 | Samoa | The Trusts Arena, Auckland |
| 14 listopada 201518:10 |       | 41:0 |       | The Trusts Arena, Auckland |

| 15 listopada 201510:00 | Samoa | 7:19 | Wyspy Cooka | The Trusts Arena, Auckland |
| 15 listopada 201510:00 |       | 7:19 |             | The Trusts Arena, Auckland |

| 15 listopada 201510:22 | Fidżi | 43:0 | Papua-Nowa Gwinea | The Trusts Arena, Auckland |
| 15 listopada 201510:22 |       | 43:0 |                   | The Trusts Arena, Auckland |

## Faza pucharowa
|  |                   |                   |           |                   |   |       |       |       |
|  | Półfinały         | Półfinały         | Półfinały |                   |   | Finał | Finał | Finał |
|  | Półfinały         | Półfinały         | Półfinały |                   |   | Finał | Finał | Finał |
|  | 15 listopada 2015 |                   |           |                   |   |       |       |       |
|  |                   |                   |           |                   |   |       |       |       |
|  | Wyspy Cooka       | Wyspy Cooka       | 15        |                   |   |       |       |       |
|  | Wyspy Cooka       | Wyspy Cooka       | 15        | 15 listopada 2015 |   |       |       |       |
|  | Samoa             | Samoa             | 17        |                   |   |       |       |       |
|  | Samoa             | Samoa             | 17        |                   |   | Fidżi | Fidżi | 55    |
|  | 15 listopada 2015 |                   |           |                   |   | Fidżi | Fidżi | 55    |
|  |                   |                   | Samoa     | Samoa             | 0 |       |       |       |
|  | Fidżi             | Fidżi             | Samoa     | Samoa             | 0 | 40    |       |       |
|  | Fidżi             | Fidżi             |           |                   |   |       |       |       |
|  | Papua-Nowa Gwinea | Papua-Nowa Gwinea | 0         |                   |   |       |       |       |
|  | Papua-Nowa Gwinea | Papua-Nowa Gwinea | 0         | Mecz o 3. miejsce |   |       |       |       |
|  |                   |                   |           |                   |   |       |       |       |
|  | 15 listopada 2015 |                   |           |                   |   |       |       |       |
|  |                   |                   |           |                   |   |       |       |       |
|  | Wyspy Cooka       | Wyspy Cooka       | 32        |                   |   |       |       |       |
|  | Wyspy Cooka       | Wyspy Cooka       | 32        |                   |   |       |       |       |
|  | Papua-Nowa Gwinea | Papua-Nowa Gwinea | 0         |                   |   |       |       |       |
|  | Papua-Nowa Gwinea | Papua-Nowa Gwinea | 0         |                   |   |       |       |       |

| 15 listopada 201512:58 | Wyspy Cooka | 15:17 | Samoa | The Trusts Arena, Auckland |
| 15 listopada 201512:58 |             | 15:17 |       | The Trusts Arena, Auckland |

| 15 listopada 201513:20 | Fidżi | 40:0 | Papua-Nowa Gwinea | The Trusts Arena, Auckland |
| 15 listopada 201513:20 |       | 40:0 |                   | The Trusts Arena, Auckland |

| 15 listopada 201517:32 | Fidżi | 55:0 | Samoa | The Trusts Arena, Auckland |
| 15 listopada 201517:32 |       | 55:0 |       | The Trusts Arena, Auckland |

| 15 listopada 201516:48 | Wyspy Cooka | 32:0 | Papua-Nowa Gwinea | The Trusts Arena, Auckland |
| 15 listopada 201516:48 |             | 32:0 |                   | The Trusts Arena, Auckland |

## Klasyfikacja końcowa
| Miejsce | Reprezentacja     | Uwagi                      |
| ------- | ----------------- | -------------------------- |
| 1       | Fidżi             | awans na LIO 2016          |
| 2       | Samoa             | awans do baraży o LIO 2016 |
| 3       | Wyspy Cooka       | awans do baraży o LIO 2016 |
| 4       | Papua-Nowa Gwinea | -                          |
| 5       | Tonga             | -                          |